# 1500

1500(천오백)은 1499보다 크고 1501보다 작은 자연수다.

## 수학
- 합성수로, 그 약수는 총 24개다. (1, 2, 3, 5, 10, 15, 20, 25, 30, 50, 60, 75, 100, 150, 300, 500, 750, 1500)
  - 1500의 진약수의 합은 2868이므로, 1500은 과잉수다.
- {\displaystyle 1500=10^{2}+11^{2}+12^{2}+13^{2}+14^{2}+15^{2}+16^{2}+17^{2}}
  - 연속하는 자연수 8개의 제곱합으로 나타낼 수 있으며, 이 성질을 지닌 앞의 수는 1292, 다음 수는 1724다.
- {\displaystyle 49^{10}-1}은 1500으로 나누어떨어진다.

## 과학·기술
- NGC 1500: 황새치자리 방향에 있는 타원은하.
- 1500 이위배스퀼래(영어판): 소행성.
- 피아트 1500: 피아트의 승용차. 1935년제 모델(영어판)과 1961년제 모델(영어판)이 있다.

## 교통
- 1500계(일본어판): 일본에서 숫자 1500을 사용하는 철도 차량들을 일컫는 용어.
  - 게이힌 급행 전철 1500형 전동차

## 문화유산
- 대한민국의 보물 제1500호: 김이안 초상

## 스포츠
- 1500미터 달리기: 육상 경기에서 가장 멀리 달리는 중거리 달리기 경기.

## 기타
- 연도: 1500년, 기원전 1500년
- 1500년대

## 같이 보기
- 1000